# (16244) Brož
16244 Broz (2000 GQ147) – planetoida z grupy pasa głównego asteroid okrążająca Słońce w ciągu 3,54 lat w średniej odległości 2,32 j.a. Odkryta 4 kwietnia 2000 roku.